# Torre Ejecutiva
La Torre Ejecutiva (‘Torre Executiva’) és l'edifici de Montevideo  on hi ha la seu de la presidència de l'Uruguai.
La torre és a la històrica Plaza Independencia, al centre de la ciutat. Les obres van començar l'any 1963, però van avançar molt a poc a poc. Originalment l'edifici era destinat al poder judicial uruguaià, però el govern del Front Ampli de Tabaré Vázquez va adquirir l'edifici per al poder executiu el 2006. Les obres van recomençar i es va inaugurar el 2009.
L'edifici té 56 metres d'altura i dotze pisos, la major part dels quals estan ocupats per la Presidència de la República. El despatx del president ocupa l'onzè pis.

## Galeria d'imatges

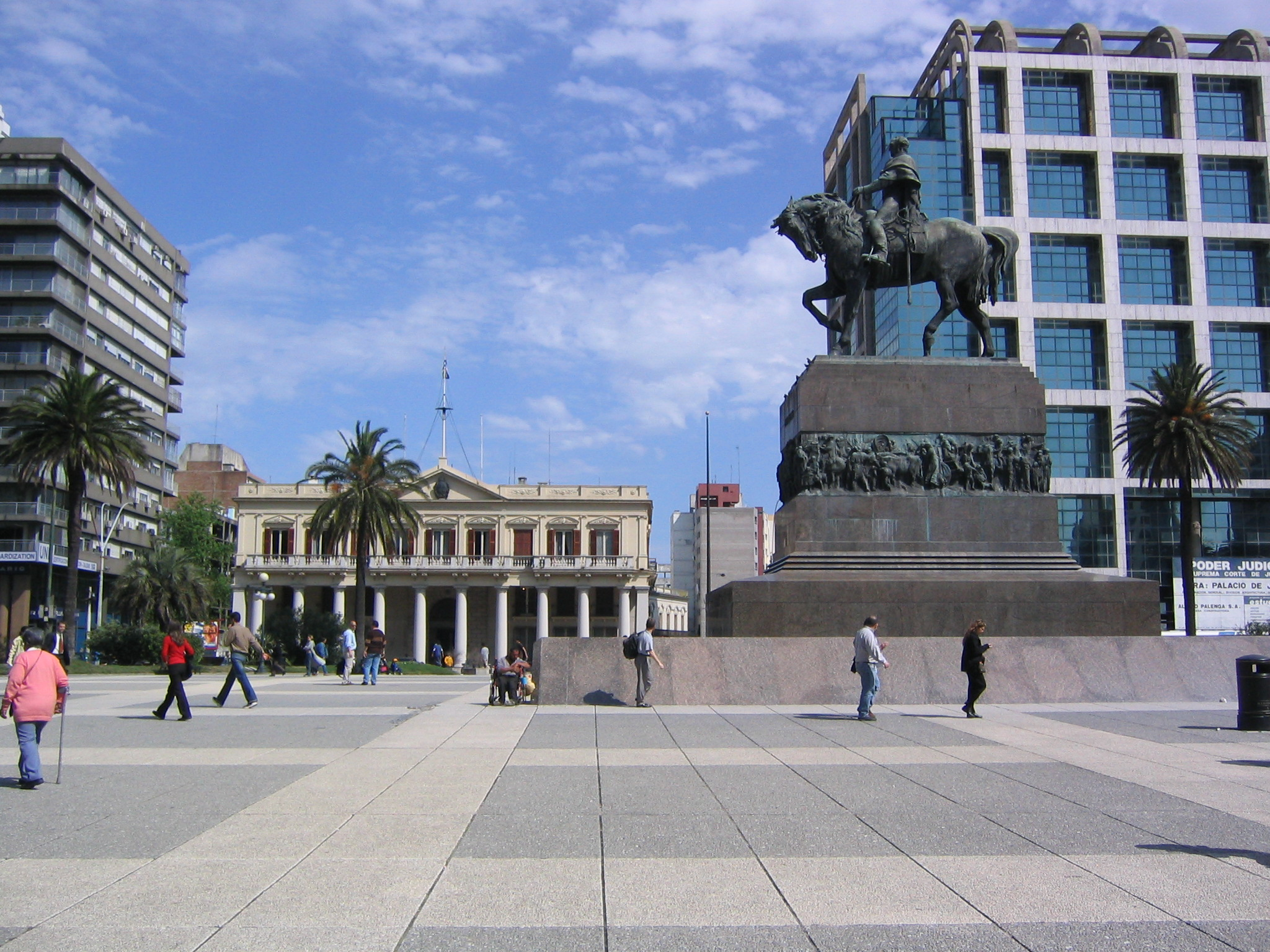
La Torre vista des de la Plaça.
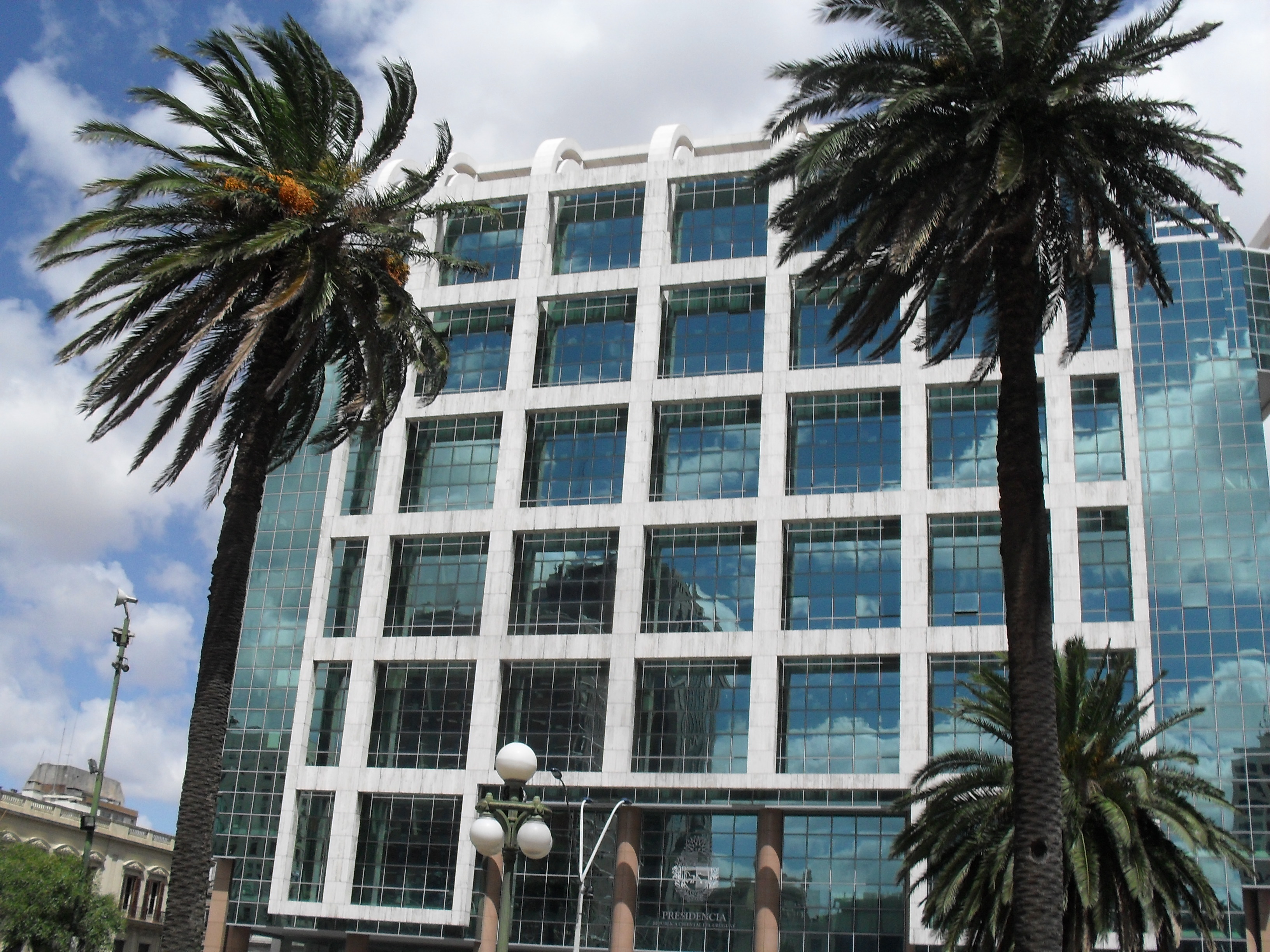
Torre Ejecutiva.
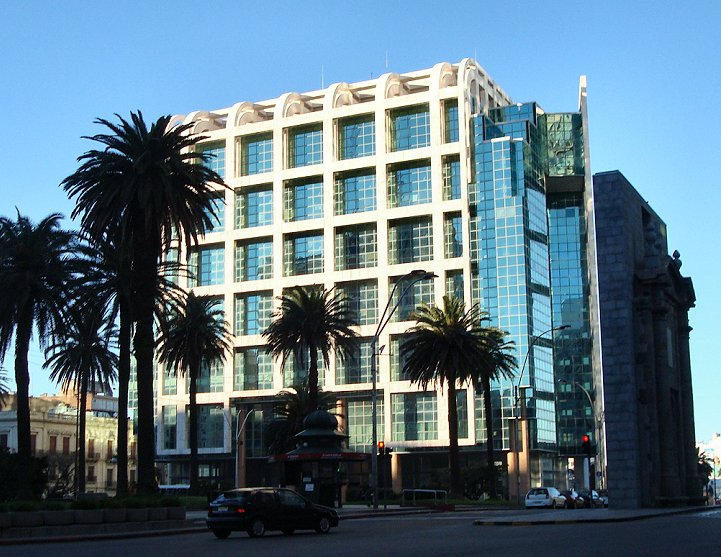
Façana de la Torre.